# Lanfroicourt
Lanfroicourt ist eine französische Gemeinde mit 130 Einwohnern (Stand: 1. Januar 2022) im Département Meurthe-et-Moselle in der Region Grand Est (bis 2015 Lothringen). Die Gemeinde gehört zum Arrondissement Nancy und zum Kanton Entre Seille et Meurthe.

## Lage
Lanfroicourt liegt etwa 28 Kilometer südsüdöstlich von Metz an der Seille, die die Gemeinde im Norden und Nordosten begrenzt. Umgeben wird Lanfroicourt von den Nachbargemeinden Manhoué im Norden, Aboncourt-sur-Seille im Nordosten und Osten, Bey-sur-Seille im Osten und Südosten, Bouxières-aux-Chênes im Süden und Südwesten sowie Armaucourt im Westen.

## Bevölkerungsentwicklung
| Jahr                       | 1962 | 1968 | 1975 | 1982 | 1990 | 1999 | 2006 | 2019 |
| Einwohner                  | 89   | 88   | 90   | 119  | 114  | 127  | 123  | 128  |
| Quellen: Cassini und INSEE |      |      |      |      |      |      |      |      |

## Sehenswürdigkeiten
- Kirche Saint-Gengoult, 1918 wieder errichtet

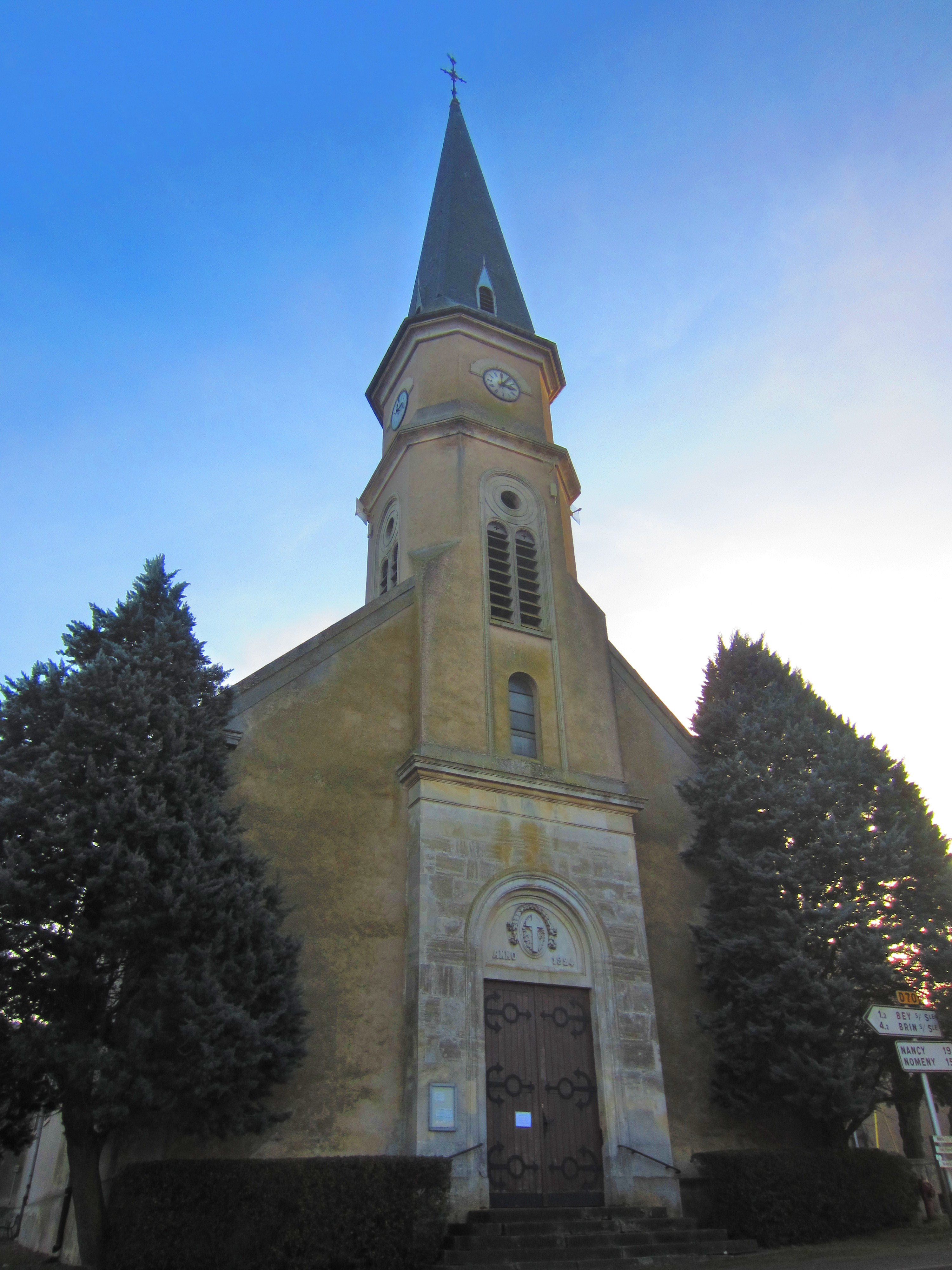
Kirche Saint-Gengoult